# Гинета
Гинета — испанская лёгкая конница, вооруженная небольшими копьями и мечами и одетая в кольчуги. 
Возникла в начале XVI века. Вслед за появлением конных наемников (рейтар), соответствующих пехотным ландскнехтам, появилась и легкая конница. 
Её распространение усилилось вследствие появившегося убеждения, что никакое упрочнение лат не спасает от огнестрельного оружия и что лучшее предохранительное средство для конницы — это подвижность и легкость. С той поры лёгкая кавалерия начала расти в числе, разнообразиться во внешнем виде и получать различные наименования в различных государствах Европы.